# اکستون (پنسیلوانیا)
اکستون (به انگلیسی: Exton) یک منطقهٔ مسکونی در ایالات متحده آمریکا است که در پنسیلوانیا واقع شده‌است. اکستون ۴٬۸۴۲ نفر جمعیت دارد.